# چانگ پو سوئی
چانگ پو سوئی (به انگلیسی: Cheang Pou-soi) متولد ۱۱ ژوئیه ۱۹۷۲ کارگردان سینما، دستیار کارگردان، فیلم‌نامه‌نویس، منشی صحنه، بازیگر و تهیه‌کننده هنگ کنگی تبار است.

## گزیده آثار کارگردانی
هیولا (فیلم ۲۰۰۵)
سگ سگ را گاز می‌گیرد (۲۰۰۶)
شامپو (۲۰۰۷)
حادثه (فیلم ۲۰۰۹)
بزرگراه (فیلم ۲۰۱۲)
میمون شاه (فیلم ۲۰۱۴)
اس پی ال ۲: زمانی برای پیامدها (۲۰۱۵)
فراموش نشده (۲۰۱۶)
میمون شاه ۲ (۲۰۱۶)
میمون شاه ۳ (۲۰۱۸)
لیمبو (فیلم ۲۰۲۱)